# Museum Zwangsarbeit im Nationalsozialismus
Das Museum Zwangsarbeit im Nationalsozialismus in Weimar befindet sich im ehemaligen Gauforum Weimar. Es ist nach dem Dokumentationszentrum NS-Zwangsarbeit in Berlin das zweite Museum in Deutschland, das die Lebenssituation der Zwangsarbeiter und Zwangsarbeiterinnen in der Zeit des Nationalsozialismus dokumentiert. Es wird von der Stiftung Gedenkstätten Buchenwald und Mittelbau-Dora getragen.

## Beschreibung

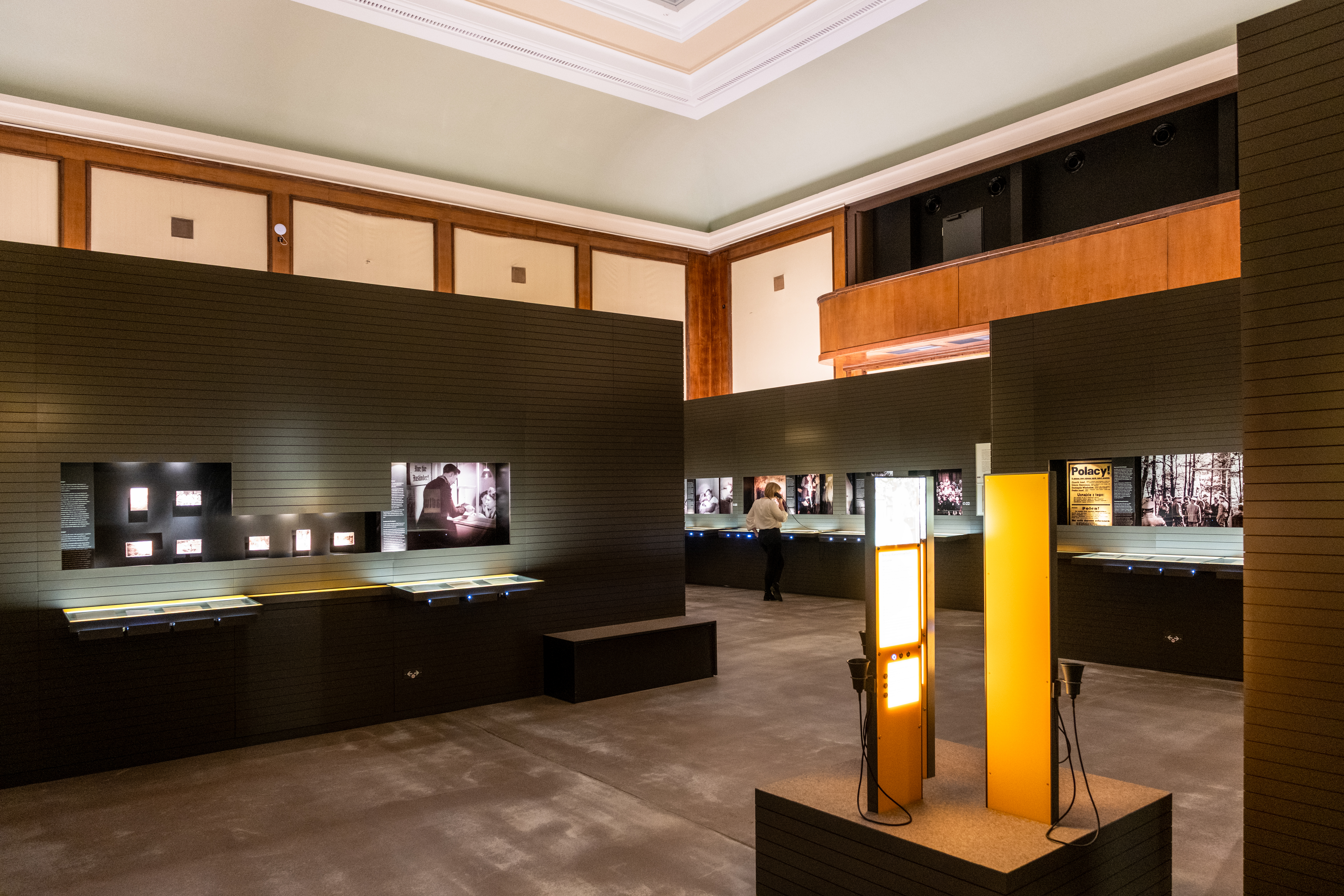
Dauerausstellung im Museum Zwangsarbeit in Weimar, Mai 2025

Das am 8. Mai 2024, dem Tag der Befreiung, eröffnete Museum befindet sich im Südflügel des Gauforums Weimar. Den Gebäudeflügel mit einem Glockenturm ließ der Thüringer Gauleiter und Reichsstatthalter Fritz Sauckel um 1940 als seinen Amtssitz erbauen. Die Standortwahl des Museums rührt daher, dass „Sauckel als Generalbevollmächtigter für den Arbeitseinsatz ab 1942 einer der Haupttäter des NS war“.
Das Museum beruht auf einer Wanderausstellung zur Zwangsarbeit im Nationalsozialismus, die von der Gedenkstättenstiftung erstellt wurde. Sie wurde erstmals im Jahr 2010 im Jüdischen Museum Berlin gezeigt.

## Ausstellung
Das Museum zeigt auf 850 m² Ausstellungsfläche die Geschichte der Zwangsarbeit in Deutschland und den besetzten Ländern Europas von 1933 bis 1945. In dieser Zeit wurden 20 Millionen Menschen von den Nationalsozialisten verschleppt und zur Arbeit gezwungen. Darunter waren 13 Millionen nach Deutschland verbrachte Menschen. Die Dauerausstellung zeigt die Orte von Zwangsarbeit wie Konzentrationslager, Ghettos und Industriebetriebe. Es werden 60 exemplarische Biografien präsentiert. Die Ausstellung widmet sich auch den Beziehungen zwischen der deutschen Bevölkerung und ausländischen Zwangsarbeitern.